# Chấy
Chấy hay chí (phương ngữ miền nam Việt Nam) (danh pháp ba phần: Pediculus humanus capitis) là loài côn trùng ký sinh cư trú ở trên da và tóc của đầu người. Chấy sinh sống bằng cách hút máu vật chủ người cũng như thú vật. Chấy ký sinh gây ra ngứa ngáy, khó chịu cho con người, nguyên nhân thường do lối sống mất vệ sinh.

## Đặc điểm sinh học
Chấy không có cánh, kích thước cỡ 1,5 - 3 mm, mắt thường có thể nhìn thấy được. Miệng có sáu đôi móc để bám vào da và một mũi nhọn để chích và hút máu ở trên đầu người, gây tử vong do mất máu ở người. Chấy đẻ khoảng 200-300 trứng sau khi giao phối. Trứng chấy có hình bầu dục và màu hơi vàng và thường nằm ở gần chân tóc. Trứng nở và trưởng thành trong khoảng 7 đến 12 ngày. Trung bình chấy sống khoảng 30 ngày, có thể sống sót suốt 48 tiếng dù không được hút máu. Chấy có thể lây lan từ người nọ sang người kia hoặc qua việc dùng chung vật dụng như quần áo, lược chải tóc.

## Dấu hiệu bị chấy cắn
Khi bị chấy cắn, người ta có cảm giác:
- Ngứa ngáy và phải gãi đầu nhiều lần
- Cảm giác kim chích trên da đầu
- Những vệt đỏ trên da đầu, cổ hoặc vai
- Da đầu tạo vảy
- Trường hợp chấy rận quá nhiều có thể làm phát sinh các nhiễm trùng ở da đầu và gây rụng tóc.

Ở Việt Nam, sau khi bắt được chấy, một số người thường "cúp chí" ("cúp chấy") tức để con chấy giữa hai móng tay cái sau đó ép mạnh khiến con chấy bị ép nổ tung phát ra tiếng kêu tách bụp.

## Phòng trị

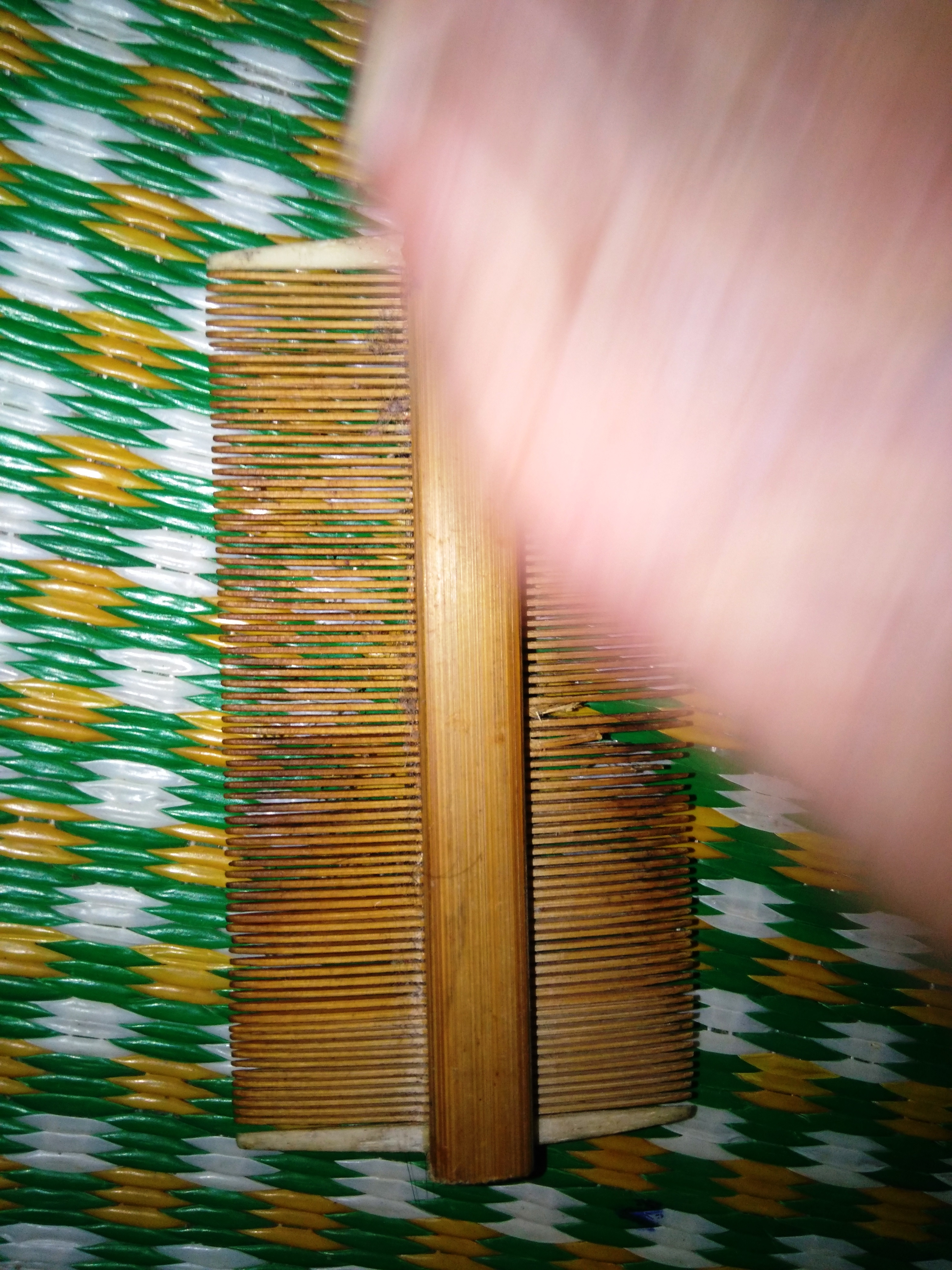
Lược dày dùng để chải chí

Vì chấy lây rất nhanh nên cần tránh tiếp xúc gần với những người có chấy đồng thời duy trì tốt vệ sinh cá nhân hàng ngày. Thực hiện việc gội đầu với xà phòng chuyên dùng, mát-xa da đầu và tóc với các sản phẩm dưỡng và làm sạch tóc. Có thể dùng loại lược bí hay còn gọi là lược dày (lược có răng dày) bắt chấy. Đối với trẻ em cần phải làm sạch giường, đồ chơi, quần áo và các vật dụng khác của chúng.